# Trenel megye
Trenel egy megye Argentína középső részén, La Pampa tartományban. Székhelye Trenel.

## Népesség
A megye népessége a közelmúltban a következőképpen változott:
| Év   | Lakosság |
| ---- | -------- |
| 2001 | 5266     |
| 2010 | 5426     |